# بيني بيني
بيني بيني (بالإنجليزية: Penny Penny)‏ هو سياسي جنوب أفريقي، ولد في 1962 في ليمبوبو في جنوب أفريقيا.